# Правители Китая периода Чжоу
Правители Китая периода Чжоу — цари (ваны), князья (гуны), герцоги (хоу) и другие владетели различного ранга, управлявшие Китаем в период Чжоу.
- Датировки в данной статье даются в соответствии с «Хронологическими таблицами» в составе «Исторических записок» Сыма Цяня. (Т.3. М., 1984. 944 с.). Следует иметь в виду, что имеются некоторые расхождения с другими китайскими источниками, о чём более подробно см. в комментарии к данному изданию.
- Следует обратить внимание, что в китайском летописании первый год правления — всегда год, СЛЕДУЮЩИЙ за годом восшествия на престол.
- Начало титулования ванами: Чу с 704 (Сюн-тун стал У-ваном); У с 585 (1 год Шоу-мэна); Юэ с 496 (1 год Гоу Цзяня); Ци с 378 (1 год Вэй-вана); Вэй с 370 (1 год Хуэй-вана); Чжао с 325 (1 год Улин-вана); Хань с 324 (Сюань Хуэй-ван с 8 года); Цинь с 324 (13 год Хуэй Вэнь-цзюня, стал Вэнь-ваном); Янь с 323 (10 год И-вана); Сун с 318 (10 год Сун-цзюня, стал Янь-ваном). Вероятно, титулы правителей Ци и Вэй повышены задним числом.
- Дома, имевшие лишь титул гунов: дом вэйского Кан-шу, дом Лу, дом Цай, дом Цао, дом циского Тай-гуна, дом владения Ци, дом Цзинь, дом Чжэн, дом Чэнь.
- Дома, основанные представителями династии Чжоу: Лу, старшая (Малая) Вэй, У, Цай, Цао, Цзинь, Чжэн.
- Родственники Чжоу (то есть этнически близкие): младшая (Великая) Вэй, Хань, Янь.
- Родственники Шан: Сун.
- Потомки Юя: Ци, Чэнь, Юэ.

## Дом вэйского Кан-шу
Описан в гл.37 «Исторических записок» Сыма Цяня.
- Вэйский Кан-шу Фын, младший брат У-вана.
- Кан-бо.
- Као-бо.
- Сы-бо.
- Цзе-бо.
- Цзин-бо.
- Чжэнь-бо.
- Цин-бо (хоу). Возведен в ранг хоу И-ваном.
- Си-хоу. (854)—813 годы до н. э.
- Гун-бо Юй. 813 год до н. э.
- У-гун Хэ. 812—758 годы до н. э. Возведён в ранг гуна Пин-ваном.
- Чжуан-гун Ян. 757—735 годы до н. э.
- Хуань-гун Вань. 734—719 годы до н. э.
- Чжоу-юй. 719 год до н. э.
- Сюань-гун Цзинь. 718—700 годы до н. э.
- Хуэй-гун Шо. 699—697 годы до н. э.
- Цянь-моу. 696—689 годы до н. э.
- вновь Хуэй-гун Шо. 688—669 годы до н. э.
- И-гун Чи. 668—660 годы до н. э.
- Дай-гун Шэнь. 660 год до н. э.
- Вэнь-гун Хуэй. 659—635 годы до н. э.
- Чэн-гун Чжэн. 634—600 годы до н. э.
- Му-гун Су. 599—589 годы до н. э.
- Дин-гун Цзан. 588—577 годы до н. э.
- Сянь-гун Кань. 576—559 годы до н. э.
- Шан-гун Цю. 558—547 годы до н. э.
- вновь Сянь-гун Кань. 546—544 годы до н. э.
- Сян-гун Э. 543—535 годы до н. э.
- Лин-гун Юань. 534—493 годы до н. э.
- Чу-гун Чжэ. 492—481 годы до н. э.
- Чжуан-гун Куай-вай. 480—478 годы до н. э.
- Вэй-цзюнь Бань. 478 год до н. э.
- Вэй-цзюнь Ци. 477 год до н. э.
- вновь Чу-гун Чжэ. 476—456 годы до н. э.
- Дао-гун Цянь. 455—451 годы до н. э.
- Цзин-гун Фо. 450—432 годы до н. э.
- Чжао-гун Цзю. 431—426 годы до н. э.
- Дао-гун (или Хуай-гун) Вэй. 425—415 годы до н. э.
- Шэнь-гун Туй. 414—373 годы до н. э.
- Шэн-гун Сюнь. 372—362 годы до н. э.
- Чэн-хоу Су. 361—333 годы до н. э. В 346 году до н. э. титул понижен до хоу.
- Пин-хоу. 332—325 годы до н. э. В 320 году до н. э. титул понижен до цзюня.
- Сы-цзюнь. 324—283 годы до н. э.
- Хуай-цзюнь. 282—252 годы до н. э.
- Юань-цзюнь. 251—228 годы до н. э.
- цзюнь Цзюэ. 227—209 годы до н. э.

В 209 году до н. э. правитель уезда низложен императором.

## Дом княжества Вэй
Описан в гл.44 «Исторических записок» Сыма Цяня.
- Гао Би-гун, родственник Чжоу. Владение даровано У-ваном.

…
- Би Вань. Уп.661 до н. э.
- У-цзы.
- Дао-цзы.
- Чжао-цзы (Цзян).
- Ин.
- Сянь-цзы. Ум.513 до н. э.
- Вэй Чи.
- Хуань-цзы, внук Вэй Чи. Уп.453 до н. э.
- Вэнь-хоу Ду, внук Хуань-цзы. 424—387 годы до н. э.
- У-хоу Цзи. 386—371 годы до н. э.
- Хуэй-ван Ин. 370—335 годы до н. э.
- Сян-ван Сы. 334—319 годы до н. э.
- Ай-ван. 318—296 годы до н. э.
- Чжао-ван Су. 295—277 годы до н. э.
- Ань-ли-ван Юй. 276—243 годы до н. э.
- Цзин-минь-ван Цзэн. 242—228 годы до н. э.
- Ван Цзя. 227—225 годы до н. э.

В 225 году до н. э. Вэй захвачено царством Цинь.

## Дом луского Чжоу-гуна
Описан в гл.33 «Исторических записок» Сыма Цяня.
- Чжоу-гун Дань, младший брат чжоуского У-вана. Традиционно 1122—1116 годы до н. э.
- Лу-гун Бо-цинь. Традиционно 1115—1063 годы до н. э.
- Као-гун Ю. Традиционно 1062—1059 годы до н. э.
- Ян-гун Си. Традиционно 1058—999 годы до н. э.
- Ю-гун Цзай. Традиционно 998—985 годы до н. э.
- Вэй-гун Фэй. Традиционно 984—935 годы до н. э.
- Ли-гун Чжо. Традиционно 934—898 годы до н. э.
- Сянь-гун Цзюй. Традиционно 897—856 годы до н. э.
- Чжэнь-гун Пи. (855)-826 годы до н. э.
- У-гун Ао. 825—816 годы до н. э.
- И-гун Си. 815—807 годы до н. э.
- Бо-юй. 806—796 годы до н. э.
- Сяо-гун Чэн. 795—769 годы до н. э., счёт годов правления с 806 года до н. э.
- Хуэй-гун Фу-хуан. 768—723 годы до н. э.
- Инь-гун Си. 722—712 годы до н. э.
- Хуань-гун Цзы-юнь. 711—694 годы до н. э.
- Чжуан-гун Тун. 693—662 годы до н. э.
- Минь-гун Кай. 661—660 годы до н. э.
- Си-гун Цзы-шэнь. 659—627 годы до н. э.
- Вэнь-гун Син. 626—609 годы до н. э.
- Сюань-гун То. 608—591 годы до н. э.
- Чэн-гун Хэй-гун. 590—573 годы до н. э.
- Сян-гун У. 572—542 годы до н. э.
- Чжао-гун Чоу. 541—510 годы до н. э.
- Дин-гун Сун. 509—495 годы до н. э.
- Ай-гун Цзян. 494—467 годы до н. э.
- Дао-гун Нин. 466—429 годы до н. э.
- Юань-гун Цзя. 428—409 годы до н. э.
- Му-гун Сянь. 407—377 годы до н. э.
- Гун-гун Фэн. 376—354 годы до н. э.
- Кан-гун Тунь. 352—344 годы до н. э.
- Цзин-гун Янь. 343—315 годы до н. э.
- Пин-гун Шу. 314—296 годы до н. э.
- Вэнь-гун Цзя. 295—273 годы до н. э.
- Цин-гун Чоу. 272—249 годы до н. э.

В 249 году до н. э. Лу захвачено царством Чу.

## Дом сунского Вэй-цзы
Описан в гл.38 «Исторических записок» Сыма Цяня.
- Вэй-цзы Кай, сводный старший брат Чжоу-синя.
- Вэй-чжун Янь.
- Сун-гун Цзи.
- Дин-гун Шэнь.
- Минь-гун Гун.
- Ян-гун Си.
- Ли-гун Фу-сы.
- Си-гун Цзюй. (858)-831 годы до н. э.
- Хуэй-гун Цзянь. 830—800 годы до н. э.
- Ай-гун. 800 год до н. э. (без эры)
- Дай-гун. 799—766 годы до н. э.
- У-гун Сыкун. 765—748 годы до н. э.
- Сюань-гун Ли. 747—729 годы до н. э.
- Му-гун Хэ. 728—720 годы до н. э.
- Шан-гун Юй-и. 719—711 годы до н. э.
- Чжуан-гун Фэн. 710—692 годы до н. э.
- Минь-гун Цзе. 691—682 годы до н. э.
- Синь-цзюнь Ю. 682 год до н. э. (без эры)
- Хуань-гун Юй-юэ. 681—651 годы до н. э.
- Сян-гун Цы-фу. 650—637 годы до н. э.
- Чэн-гун Ван-чэнь. 636—620 годы до н. э.
- Чжао-гун Чу-цзю. 619—611 годы до н. э.
- Вэнь-гун Бао-гэ. 610—589 годы до н. э.
- Гун-гун Ся. 588—576 годы до н. э.
- Пин-гун Чэн. 575—532 годы до н. э.
- Юань-гун Цзо. 531—517 годы до н. э.
- Цзин-гун Тоу-мань. 516—451 (или 453) годы до н. э.
- Чжао-гун Тэ. 450—404 годы до н. э.
- Дао-гун Гоу-ю. 403—396 годы до н. э.
- Сю-гун Тянь. 395—373 годы до н. э.
- Би-гун Би-бин. 372—370 годы до н. э.
- Ти-чэн. 369—328 годы до н. э.
- Сун-цзюнь Янь. 327—318 годы до н. э.
- он же ван Янь. 317—282 годы до н. э.

В 318 году до н. э. — правитель принял титул вана.
В 282 году до н. э. Сун захвачено царствами Ци, Вэй и Чу.

## Дом уского Тай-бо
Описан в гл.31 «Исторических записок» Сыма Цяня.
- Тай-бо, дядя Вэнь-вана, удел пожалован У-ваном.
- Чжун-юн.
- Цзи-цзянь.
- Шу-да.
- Чжоу-чжан.
- Сюн-сюй.
- Гэ-сян.
- Цян Цзю-и.
- Юй-цяо И-у.
- Гэ-лу.
- Чжоу-яо.
- Цюй-юй.
- И-у.
- Цинь-чу.
- цзюнь Чжуань.
- По-гао.
- Цзюй-би (Гоу-би). Уп. с 655 года до н. э.
- Цюй-ци.
- Шоу-мэн (ван). 585—561 годы до н. э.
- Чжу-фань (ван). 560—548 годы до н. э.
- Юй-цзи (ван). 547—531 годы до н. э.
- Юй-мэн. 530—527 годы до н. э.
- ван Ляо. 526—515 годы до н. э.
- Хэ-лу (люй). 514—496 годы до н. э.
- Фу-ча (чай). 495—473 годы до н. э.

С 585 года до н. э. правитель именуется ваном, с этого года царство упоминается в летописях.

## Дом княжестваХань
Описан в гл.45 «Исторических записок» Сыма Цяня.
Предки из одного рода с Чжоу.
- Хань У-цзы.
- Хань Цюэ (Сянь-цзы), через 3 поколения после Хань У-цзы. Уп. с 597 года до н. э., ум. в 563 году до н. э.
- Хань Сюань-цзы. Ум. в 514 (497? году) до н. э.
- Хань Чжэнь-цзы.
- Хань Цзянь-цзы.
- Хань Чжуан-цзы.
- Хань Кан-цзы. Ум. в 425 году до н. э.
- У-цзы. 424—409 годы до н. э.
- Цзин-хоу Чу. 408—400 годы до н. э.
- Ле-хоу Цюй. 399—387 годы до н. э.
- Вэнь-хоу. 386—377 годы до н. э.
- Ай-хоу. 376—371 годы до н. э.
- И-хоу (или Чжуан-хоу). 370—359 годы до н. э.
- Чжао-хоу Чу. 358—333 годы до н. э.
- Сюань Хуэй-ван. 332—312 годы до н. э., ван с 324 года до н. э.
- Сян-ван Цан. 311—296 годы до н. э.
- Ли-ван Цзю. 295—273 годы до н. э.
- Хуань Хуэй-ван. 272—239 годы до н. э.
- Ван Ань. 238—230 годы до н. э.

В 230 году до н. э. Хань захвачено царством Цинь.

## Дом княжества Цай
Описан в гл.35 «Исторических записок» Сыма Цяня.
- Цай-шу Ду, младший брат У-вана.
- Цай-чжун Ху.
- Цай-бо Хуан.
- Гун-хоу.
- Ли-хоу.
- У-хоу. (863)-838 годы до н. э.
- И-хоу. 837—810 годы до н. э.
- Си-хоу Со-ши. 809—762 годы до н. э.
- Гун-хоу Син. 761—760 годы до н. э.
- Дай-хоу. 759—750 годы до н. э.
- Сюань-хоу Цо-фу. 749—715 годы до н. э.
- Хуань-хоу Фын-жэнь. 714—695 годы до н. э.
- Ай-хоу Сянь-у. 694—675 годы до н. э.
- Му-хоу Си. 674—646 годы до н. э.
- Чжуан-хоу Цзя-у. 645—612 годы до н. э.
- Вэнь-хоу Шэнь. 611—592 годы до н. э.
- Цзин-хоу Гу. 591—543 годы до н. э.
- Лин-хоу Бань. 542—531 годы до н. э.
- Пин-хоу Лу. 530—522 годы до н. э.
- Дао-хоу Дун-го. 521—519 годы до н. э.
- Чжао-хоу Шэнь. 518—491 годы до н. э.
- Чэн-хоу Шо. 490—472 годы до н. э.
- Шэн-хоу Чань. 471—457 годы до н. э.
- Юань-хоу. 456—451 годы до н. э.
- хоу Ци. 450—447 годы до н. э.

В 447 году до н. э. Цай захвачено царством Чу.

## Дом княжества Цао
Описан в гл.35 «Исторических записок» Сыма Цяня.
- Цао-шу Чжэнь-до, младший брат У-вана.
- Тай-бо Пи.
- Чжун-цзюнь Пин.
- Гун-бо Хоу.
- Сяо-бо Юнь, умер в 865 году до н. э.
- И-бо Си. (864)-835 годы до н. э.
- Ю-бо Цян. 834—826 годы до н. э.
- Дай-бо Су. 825—796 годы до н. э.
- Хуэй-бо Сы. 795—760 годы до н. э.
- Му-гун У. 759—757 годы до н. э. Первый из гунов.
- Хуань-гун Чжун-шэн. 756—702 годы до н. э.
- Чжуан-гун Си-гу. 701—671 годы до н. э.
- Си-гун И. 670—662 годы до н. э.
- Чжао-гун Бань. 661—653 годы до н. э.
- Гун-гун Сян. 652—618 годы до н. э.
- Вэнь-гун Шоу. 617—595 годы до н. э.
- Сюань-гун Цян (Лу). 594—578 годы до н. э.
- Чэн-гун Фу-чу. 577—555 годы до н. э.
- У-гун Шэн. 554—528 годы до н. э.
- Пин-гун Цин (Сюй). 527—524 годы до н. э.
- Дао-гун У. 523—515 годы до н. э.
- Шэн-гун Е. 514—510 годы до н. э.
- Инь-гун Тун. 509—506 годы до н. э.
- Цзин-гун Лу. 505—502 годы до н. э.
- Бо-ян. 501—487 годы до н. э.

В 487 году до н. э. Цао захвачено княжеством Сун.

## Дом циского Тай-гуна
Описан в гл.32 «Исторических записок» Сыма Цяня.

## Дом Тянь Цзин-чжуна
С 379 года до н. э. царством Ци правит род Тянь ветви князей Чэнь (его история описана в гл.46 «Исторических записок» Сыма Цяня) .
В 221 году до н. э. Ци захвачено войсками Цинь.

## Дом владения Ци
Не путать с царством Ци. Описан в гл.36 «Исторических записок» Сыма Цяня.
- Дунлоу-гун, потомок Юя. Владение пожаловано У-ваном.
- Силоу-гун.
- Ти-гун.
- Моуцюйгун, современник Ли-вана.
- У-гун. 47 лет. (704—658 годы до н. э.)
- Цзин-гун. 23 года. (657—635 годы до н. э.)
- Гун-гун. 8 лет. (634—627 годы до н. э.)
- Хуэй-гун. 18 лет. (626—609 годы до н. э.)
- Дэ-гун (Чэн-гун). 18 лет. (608—591 годы до н. э.)
- Хуань-гун Гу-юн. 17 лет. (590—574 годы до н. э.)
- Сяо-гун Гай. 17 лет. (573—557 годы до н. э.)
- Вэнь-гун И-гу. 14 лет. (556—543 годы до н. э.)
- Пин-гун Юй. 18 лет. (542—525 годы до н. э.)
- Дао-гун Чэн. 12 лет. (524—513 годы до н. э.)
- Инь-гун Ци. 7 лун. (513 год до н. э., без эры)
- Си-гун Суй. 19 лет. (512—494 годы до н. э.)
- Минь-гун Вэй. 16 лет. 493—478 годы до н. э.
- Ай-гун Янь-лу. 10 лет. 470—460 годы до н. э.
- Чу-гун Чи. 12 лет. 459—447 годы до н. э.
- Цзянь-гун Чунь. 446—445 годы до н. э.

Список правителей неполон.
В 445 году до н. э. владение Ци захвачено царством Чу.

## Дом княжестваЦзинь
Описан в гл.39 «Исторических записок» Сыма Цяня.
В 376 году до н. э. распалось на Чжао, Вэй и Хань.

## Дом княжества Чжао
Описан в гл.43 «Исторических записок» Сыма Цяня.
- Цзи Шэн, брат Э-лая, основатель рода Чжао.
- Мэн Цзэн, служил Чэн-вану.
- Хэн-фу.
- Цзао-фу, служил Му-вану.

…
- Янь-фу, через 6 поколений после Цзао-фу, служил Сюань-вану.
- Шу-дай, прибыл в Цзинь.

…
- Чжао Су, 5 поколение после Шу-дая.
- Гун Мэн.
- Чжао Шуай (Чэн-цзи). Ум. в 622 году до н. э.
- Чжао Дунь (Сюань Мэн).
- Чжао Шо.
- Чжао У (Вэнь-цзы).
- Цзин-шу.
- Чжао Ян (Цзянь-цзы). 517—458 годы до н. э.
- Сян-цзы. 457—425 годы до н. э.
- Хуань-цзы. 424 год до н. э.
- Сянь-хоу. 423—409 годы до н. э.
- Ле-хоу Цзи. 408—400 годы до н. э.
- У-гун. 399—387 годы до н. э.
- Цзин-хоу Чжан. 386—375 годы до н. э.
- Чэн-хоу Чжун. 374—350 годы до н. э.
- Су-хоу. 349—326 годы до н. э.
- Улин-ван. 325—299 годы до н. э.
- Хуэй-вэнь-ван Хэ. 298—266 годы до н. э.
- Сяо-чэн-ван Дань. 265—245 годы до н. э.
- Дао Сян-ван Янь. 244—236 годы до н. э.
- Ю-мяо-ван Цянь. 235—228 годы до н. э.
- Дай-ван Цзя. 227—222 годы до н. э.

С 325 правитель носит титул вана.
В 222 году до н. э. Чжао захвачено царством Цинь.

## Дом княжестваЧжэн
Описан в гл.42 «Исторических записок» Сыма Цяня.
- Хуань-гун Ю, сын чжоуского Ли-вана. 806—771 (774?) годы до н. э.
- У-гун Цзюэ Ту. 770—744 годы до н. э.
- Чжуан-гун У-шэн. 743—701 годы до н. э.
- Ли-гун Ту. 700—693 годы до н. э.
- Чжао-гун Ху. 696—695 годы до н. э.
- Цзы-вэй. 694 год до н. э.
- Цзы Ин (Чжэн-цзы). 693—680 годы до н. э.
- вновь Ли-гун Ту. 679—673 годы до н. э.
- Вэнь-гун Цзянь. 672—628 годы до н. э.
- Му-гун Лань. 627—606 годы до н. э.
- Лин-гун И. 605 год до н. э.
- Сян-гун Цзянь. 604—587 годы до н. э.
- Дао-гун Би. 586—585 годы до н. э.
- Чэн-гун Лунь. 584—571 годы до н. э.
- Ли-гун Юнь. 570—566 годы до н. э.
- Цзянь-гун Цзя. 565—530 годы до н. э.
- Дин-гун Нин. 529—514 годы до н. э. (по гл.42 529—517 годы до н. э.)
- Сянь-гун Чай. 513—501 годы до н. э. (по гл.42 516—504 годы до н. э.)
- Шэн-гун Шэн. 500—463 годы до н. э. (по гл.42 503—477 годы до н. э.)
- Ай-гун И. 462—455 годы до н. э. (по гл.42 476—469 годы до н. э.)
- Гун-гун Чоу. 454—424 годы до н. э. (по гл.42 468—436 годы до н. э.)
- Ю-гун Сы. 423 год до н. э. (по гл.42 435 год до н. э.)
- Сюй-гун Тай. 422—396 годы до н. э. (по гл.42 434—409 годы до н. э.)
- Чжэн-цзюань И. 395—375 годы до н. э. (по гл.42 408—388 годы до н. э.)

В 388 году до н. э. (по летописи 375 года до н. э.) Чжэн захвачено княжеством Хань.

## Дом княжестваЧу
Описан в гл.40 «Исторических записок» Сыма Цяня.
В 223 году до н. э. Чу захвачено царством Цинь.

## Дом княжества Чэнь
Описан в гл.36 «Исторических записок» Сыма Цяня.
- Ху-гун (Гуй) Мань, потомок Юя. Владение даровано У-ваном.
- Шэнь-гун Си-хоу.
- Сян-гун Гао-ян.
- Сяо-гун Ту.
- Шэнь-гун Юй-жун.
- Ю-гун Нин. (854)-832 годы до н. э.
- Си-гун Сяо. 831—796 годы до н. э.
- У-гун Лин. 795—781 годы до н. э.
- И-гун Юэ. 780—778 годы до н. э.
- Пин-гун Се. 777—755 годы до н. э.
- Вэнь-гун Юй. 754—745 годы до н. э.
- Хуань-гун Бао. 744—707 годы до н. э.
- Ли-гун То. 706—700 годы до н. э.
- Ли-гун Яо. 700 год до н. э. (без эры)
- Чжуан-гун Линь. 699—693 годы до н. э.
- Сюань-гун Чу-цзю. 692—648 годы до н. э.
- Му-гун Куань. 647—632 годы до н. э.
- Гун-гун Шо. 631—614 годы до н. э.
- Лин-гун Пин-го. 613—599 годы до н. э.
- Чэнь-хоу Ся Чжэн-шу. 599 год до н. э. (без эры)
- Чэн-гун У. 598—569 годы до н. э.
- Ай-гун Жо. 568—534 годы до н. э.
- Чэнь-цзюнь Лю. 534 год до н. э. (без эры)
- Хуэй-гун У. 533—506 годы до н. э.
- Хуай-гун Лю. 505—502 годы до н. э.
- Минь-гун Юэ. 501—479 годы до н. э.

В 479 году до н. э. Чэнь захвачено царством Чу.

## Дом юэского вана Гоу Цзяня
Описан в гл.41 «Исторических записок» Сыма Цяня. Точных датировок нет.
Основатель — потомок Великого Юя.
- Юнь Чан. 510—497 годы до н. э.
- ван Гоу Цзянь. 496—465 годы до н. э.
- ван Ши Юй. 465—458? годы до н. э.
- ван Бу Шоу. 458—448 годы до н. э.
- ван Вэн. 448—415 (412?) годы до н. э.
- ван И. ? (411—376 годы до н. э.)
- ван Чжи Хоу. ? (375—357 годы до н. э.)
- ван У Цзян. Правил 8 лет. (356—335 годы до н. э. ?)

## Дом яньского Чжао-гуна
Описан в гл.34 «Исторических записок» Сыма Цяня.
- Чжао-гун (или Шао-гун) Ши, родственник Чжоу. Владение даровано У-ваном.

Прошло девять поколений до Хуэй-хоу.
- Янь, умер в 865 году до н. э.
- Хуэй-хоу. 864—827 годы до н. э.
- Си-хоу. 826—791 годы до н. э.
- Цин-хоу. 790—767 годы до н. э.
- Ай-хоу. 766—765 годы до н. э.
- Чжэн-хоу. 764—729 годы до н. э.
- Му-хоу. 728—711 годы до н. э.
- Сюань-хоу. 710—698 годы до н. э.
- Хуань-хоу. 697—691 годы до н. э.
- Чжуан-гун. 690—658 годы до н. э.
- Сян-гун. 657—618 годы до н. э.
- Хуань-гун. 617—602 годы до н. э.
- Сюань-гун. 601—587 годы до н. э.
- Чжао-гун. 586—574 годы до н. э.
- У-гун. 573—555 годы до н. э.
- Вэнь-гун. 554—549 годы до н. э.
- И-гун. 548—545 годы до н. э.
- Хуэй-гун. 544—536 годы до н. э.
- Дао-гун. 535—529 годы до н. э.
- Гун-гун. 528—524 годы до н. э.
- Пин-гун. 523—505 годы до н. э.
- Цзянь-гун. 504—493 годы до н. э.
- Сянь-гун. 492—465 годы до н. э.
- Сяо-гун. 464—450 годы до н. э.
- Чэн-гун. 449—434 годы до н. э.
- Минь-гун. 433—403 годы до н. э.
- Си-гун. 402—373 годы до н. э.
- Хуань-гун. 372—362 годы до н. э.
- Вэнь-гун. 361—333 годы до н. э.
- И-ван. 332—321 годы до н. э., ван с 323 года (т.5, с.87).
- Янь-ван Куай. 320—312 годы до н. э.
- Чжао-ван Пин. 311—279 годы до н. э.
- Хуэй-ван. 278—272 годы до н. э.
- У-чэн-ван. 271—258 годы до н. э.
- Сяо-ван. 257—255 годы до н. э.
- ван Си. 254—222 годы до н. э.

В 222 году до н. э. Янь захвачено царством Цинь.